# Pinilla de los Barruecos
Pinilla de los Barruecos ist ein Ort und eine kleine Gemeinde (municipio) mit 98 Einwohnern (Stand: 2024) in der nordspanischen Provinz Burgos in der Autonomen Gemeinschaft Kastilien-León. Sie ist Teil der Comarca Sierra de la Demanda. Zur Gemeinde gehört noch die kleine Ortschaft Gete.

## Lage und Klima
Pinilla de los Barruecos liegt im Herzen der Sierra de la Demanda in einer Höhe von etwa 1090 m. Die Provinzhauptstadt Burgos ist knapp 65 km in nordnordwestlicher Richtung entfernt. Durch die Gemeinde und den Ort fließt der Río Pedroso, ein Nebenfluss des Río Arlanza. Das Klima im Winter ist rau, im Sommer dagegen gemäßigt und warm; der für spanische Verhältnisse ausreichende Regen (ca. 874 mm/Jahr) fällt überwiegend im Winterhalbjahr.

## Bevölkerungsentwicklung
| Jahr      | 1970 | 1981 | 1991 | 2001 | 2011 | 2021 |
| Einwohner | 383  | 251  | 148  | 140  | 129  | 99   |

## Sehenswürdigkeiten

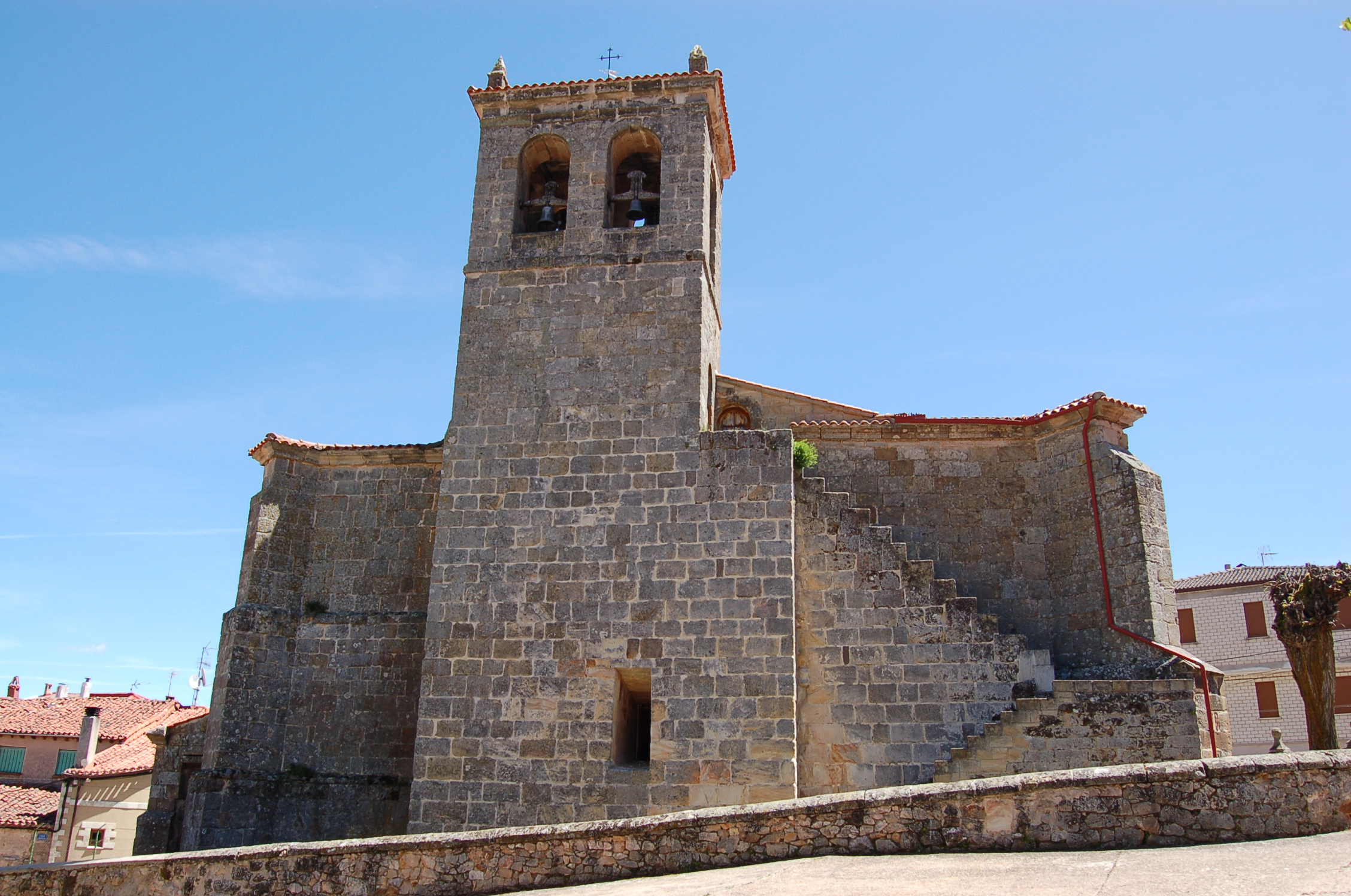
Kirche San Cristobál
- Einsiedelei San Roque

- Kirche San Cristobál

## Persönlichkeiten
- Álvaro Antón Camarero (* 1983), Fußballspieler